# Alberto Vojtěch Frič
Pour les articles homonymes, voir Frič.
Alberto Vojtěch Frič (8 septembre 1882, Prague – 4 décembre 1944, idem) est un ethnographe, voyageur, botaniste et écrivain tchécoslovaque. Les Indiens sud-américains qu'il a rencontrés l'ont surnommé Karaï Pukû (Long chasseur). En Europe, il est également connu comme le « chasseur de cactus ».

## Jeunesse
Vojtěch junior (Alberto est l'équivalent portugais ou espagnol du prénom tchèque Vojtěch) naît dans une famille de la grande bourgeoisie praguoise. Son père, Vojtěch Frič est conseiller municipal et adjoint au maire de Prague, son oncle Jan Václav Frič (1829-1890) est un homme politique et acteur clé de la révolution de 1848. Un autre de ses oncles Antonn Jan Frič (1832-1914) est zoologiste et directeur du Muséum national, enfin, un autre de ses oncles est Václav Frič, propriétaire d'un grand magasin d'alimentation portant son nom à Prague.
Dès son enfance, il montre des dons pour les sciences naturelles. Encore enfant, il rapporte à la maison un cactus, Echinopsis eyriesii nommé au départ Pfeiff. & Otto pour se venger d'un gendarme qui l'accusait de voler des œufs. Le cactus, abandonné sur un rebord de fenêtre, fleurit et attire l'attention du botaniste… en herbe qui écrit, bien plus tard à ce sujet : « qu'une plante aussi informe et inintéressante qu'un cactus qui devait pour moi n'être qu'un outil de vengeance puisse donner naissance à tant de beauté me fascina ». À 15 ans, il est déjà considéré comme un spécialiste des cactus en Europe centrale, on fait appel à lui pour consulter une question en la matière et on l'invite aux conférences scientifiques.
Il commence une collection de cactus qui gèle en 1899. Il décide de la renouveler et de la compléter et, pour ce faire, entreprend cinq voyages, entre 1901 et 1929 aux Amériques où il se consacre, non seulement à la récolte de cactus mais aussi à la découverte géographique et ethnographique des tribus d'Amérindiens que la civilisation n'a pas encore touchées ou très peu.

## Le voyageur

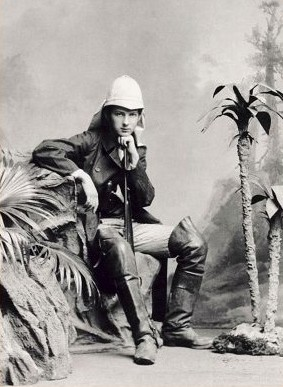
Alberto Frič (Prague, 1901)

### Premier voyage: mai 1901 - août 1902
Le premier voyage de Frič l'amène aux confins du Mato Grosso où il rencontre les Indiens de la tribu Chavantès [transcription phonétique du texte tchèque : Šavantes]. Il doit abréger son séjour à la suite de sa rencontre malencontreuse avec un jaguar qui l'attaque. Frič blesse la bête en lui tirant dessus mais ne se sort pas du duel sans de graves blessures. Il est soigné par les Indiens durant quelques semaines puis il retourne en Europe. Cette mésaventure aura des conséquences en fait inespérées : il devient un héros pour les Indiens. Il n'est pas seulement l'homme qui a tué un jaguar, ce qui en soit est un acte de bravoure très admiré, mais il est surtout celui qui a survécu à l'étreinte de l'animal. Un tel homme est considéré comme hors du commun parmi les indiens. Un respect quasi religieux lui est alors voué qui lui permet d'atteindre des buts irréalisables sans cela.

### Second voyage: août 1903 - septembre 1905
Lors de son second voyage, Frič explore, pour le compte du gouvernement paraguayen le cours du fleuve Pilcomayo. Il le parcourt sur toute sa longueur, ce qui, apparemment n'avait jamais été réalisé. Ce faisant, il découvre la tombe de l'explorateur espagnol Enrique de Ibarreta y Uhagon (1859-1898) et qu'il est mort des suites d'une altercation qu'il avait lui-même provoquée en raison de son comportement peu respectueux des coutumes aborigènes.
Lors de ce voyage, il passe du temps auprès de la tribu des Chamacoco qui vivent le long de la rivière Paraguay et y prend pour épouse une femme de la tribu, Lora-y (Cane-Noire). De cette union naît une fille, Hermina (née vers septembre 1905 - morte le 10 mars 2009). Il ne les reverra jamais après son départ pour l'Europe à l'été 1905.

### Troisième voyage: août 1906 - août 1908

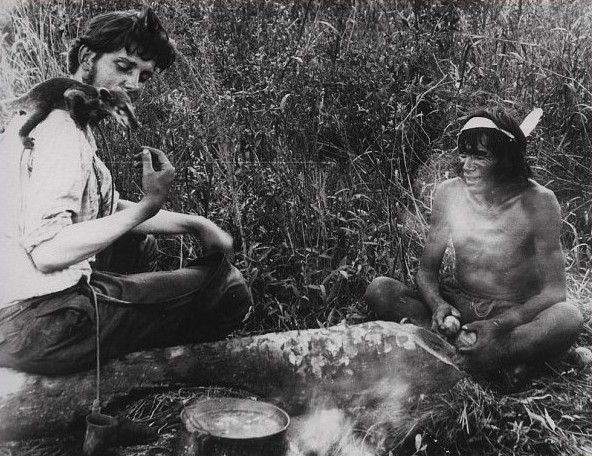
Alberto Frič (Brésil, 1906)

De son troisième voyage, il ramène en Europe le fils d'un chef de tribu Chamacoco Tcherwouish (Petit-Ver) Piochado Mendoza dont le séjour parfois cocasse a inspiré Jaroslav Hašek (1883-1923) pour l'écriture de la nouvelle L'Indien et la police praguoise. Frič l'utilise lors de conférences comme « accessoire de démonstration ». Cependant, l'objet véritable de sa venue est le désir de Frič de le faire examiner par des médecins spécialistes, Tcherwouish souffrant d'une maladie étrange qui décime alors sa tribu et que les médecins sud-américains sont incapables d'identifier. En Tchéquie, la guérison eut lieu : on découvre que cette maladie est causée par un ver nématode jusqu'alors inconnu (une ankylostomose causée par Ancylostoma duodenale) et qu'elle est guérie par un puissant laxatif.
Frič tire un livre de cette histoire (voir infra Bibliographie).

### Quatrième voyage: début 1909 - 1912
En 1909, Frič raccompagne Tcherwouish chez les Chamacoco et rapporte des médicaments pour toute la tribu.

### Cinquième voyage: mai 1919 - juin 1920
En 1919, Frič voyage non seulement en tant que scientifique et écrivain-voyageur mais en tant que diplomate de la toute nouvelle République tchécoslovaque. On envisage alors de le nommer ambassadeur mais il n'y eut pas de suite en raison d'un conflit avec le ministre des 1ffaires étrangères d'alors et futur président de la République, Edvard Beneš (1884-1948).

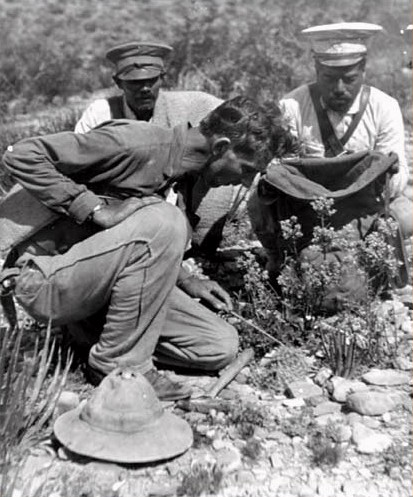
Alberto Frič (Mexico, 1923)

## Vie familiale
À son retour de son cinquième voyage, Frič épouse Draga Janáčková avec laquelle il a un fils Ivan (né en 1922). Son petit-fils Pavel Frič et l'épouse de celui-ci, Yvonne, s'attachent à diffuser la mémoire de leur ancêtre. Ils rééditent les livres d'A.V. Frič ou éditent de nouveaux ouvrages basés sur ses archives. L'un d'entre eux, Guido Boggiani fotograf (1861-1901), reproduit les archives photographiques de clichés exceptionnels des tribus indiennes pris par un photographe-voyageur tué par les indiens et dont les négatifs sur verre avaient été récupérés par A.V. Frič. Ce travail a été couronné du prix tchèque du meilleur livre de photographie en 1998.
Les deux branches de la famille, l'amérindienne et l'européenne, se sont trouvées par hasard, à la suite du voyage de deux documentaristes tchèques, Alice Růžičková et Martin Číhák, partis en 2000, sur les traces de Tcherwouish, qui ont rencontré Hermina, la fille d'Alberto Vojtěch et de Lora-y qui avait été confiée aux bons soins du chef Magpiota et dont les huit enfants portent fièrement le nom de Fric.

## Le botaniste
Frič est progressivement devenu un spécialiste mondial des cactus et reconnu comme l'expert en la matière de son temps. Il a décrit des dizaines d'espèces et réuni la collection la plus complète en Europe (elle a disparu dans les tourmentes de la Seconde Guerre mondiale, car en dépit de tous ses efforts, Frič n'a pas réussi à trouver et financer un moyen de chauffage adéquat et ses fragiles cactus ont gelé). Il les a récoltés partout : du Mato Grosso au Gran Chaco en passant par les pentes abruptes des Andes jusqu'à 5 000 mètres d'altitude.
Il a fasciné les spécialistes quand, au sein même du jardin botanique de Mexico, il a découvert l'espèce Astrophytum asterias que l'on pensait éteinte et que les botanistes mexicains avaient paradoxalement sous leurs yeux.

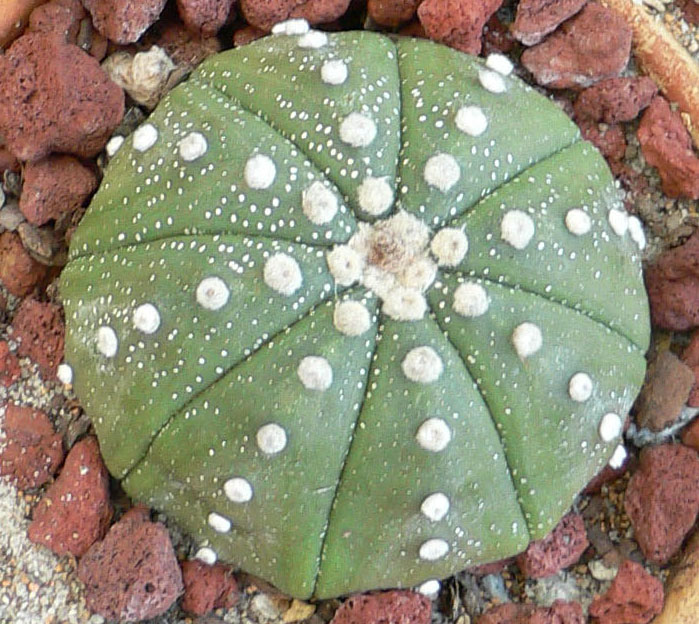
Astrophytum asterias
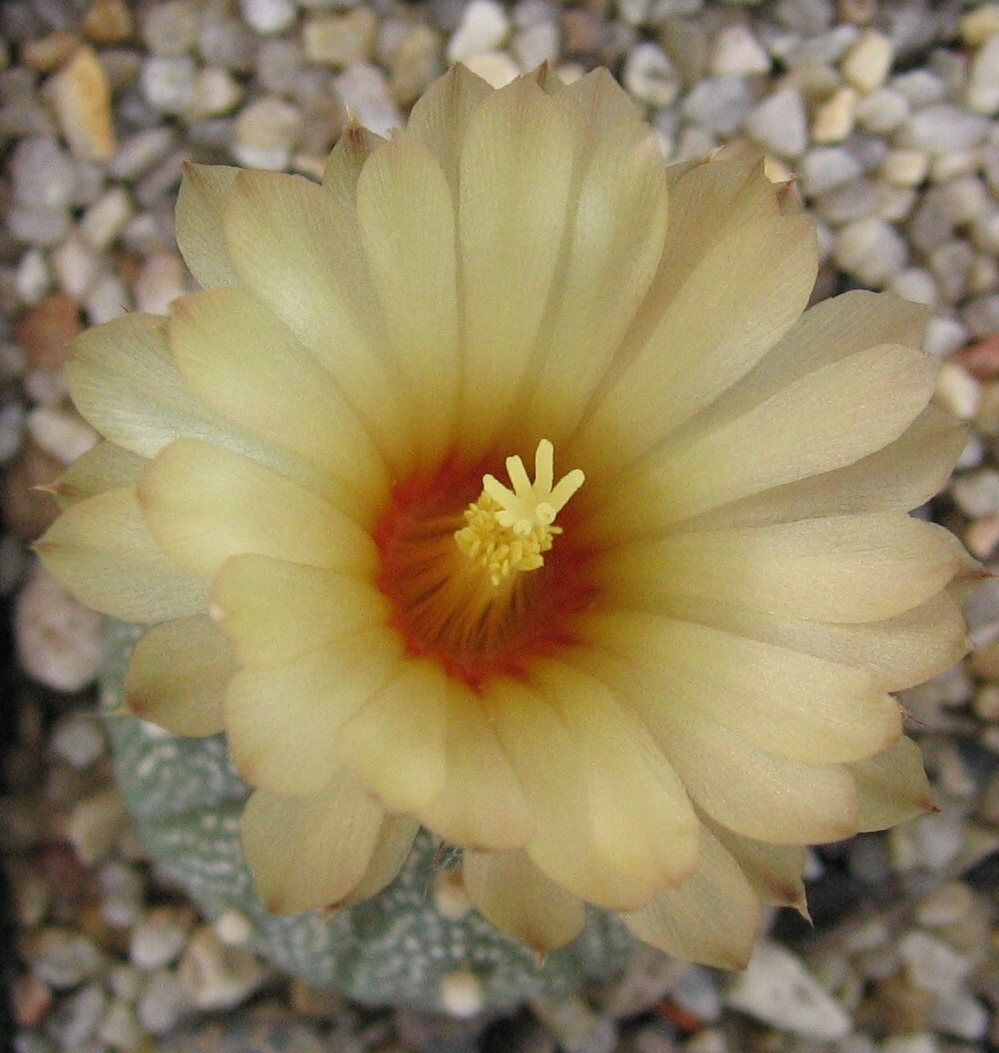
Astrophytum asterias, fleur

Il a étudié les cactus qui ont un effet narcotique (les narcocactus) les essayant parfois sur lui-même. Il s'est rendu compte, par exemple, que certains ont la capacité de limiter les vomissements, découverte dont il a fait bon usage en altitude dans les Andes afin de lutter contre l'ivresse des montagnes.
Ses découvertes sont capitales dans ce domaine mais on ne peut pas en dire autant de la publication de ses résultats. Écrire un papier scientifique ne l'intéresse guère, pas plus que l'aspect strict parfois rébarbatif de la taxonomie. Par conséquent, la découverte d'un nombre important de « ses » cactus sera attribuée à d'autres, faute de descriptions exactes auxquelles il ne se plie pas de bonne volonté. Son seul travail scientifique digne de ce nom est son Index des cactus (Index kaktusů) et un herbier de plusieurs centaines d'élément déposé au musée national à Prague.
Après ses voyages, Frič se consacre à la culture des cactus, à l'hybridation de plantes exotiques avec succès en ce qui concerne les tomates.

## L'ethnologue
Lors de ses voyages Frič visite des dizaines de tribus et établit un dictionnaire de 36 langues amérindiennes. Il a passé parmi elles plus de dix ans de sa vie, selon ses propres mots, les plus belles de sa vie malgré le duel presque mortel avec le jaguar, les maladies et autres mésaventures. Il réalise de nombreuses photographies et rapporte en Europe d'innombrables artefacts ethnographiques et autres souvenirs.
De toute évidence, il s'y sent mieux qu'en Tchécoslovaquie, dans son milieu hypocrite et provincial. Quand il est avec ses amis amérindiens, il s'habille comme eux et se comporte comme eux : « si je dois rendre visite à un ministre ou au président d'une république sud-américaine, je me mets en frac. Mais si le voyageur veut comprendre l'homme sauvage, il doit laisser de côté ses vêtements, se raser la barbe et les sourcils afin de devenir l'un d'eux… »
Si Frič est célébré dans son pays natal et dans le monde entier comme un spécialiste des cactus, il n'en va pas de même de son activité d'ethnographe et de fin connaisseur des Amérindiens, domaine dans lequel sa célébrité existe exclusivement en dehors des frontières de son pays. La plupart de ses collections ont fini à l'étranger, essentiellement à New York et Petrograd (aujourd'hui Saint-Pétersbourg) (il est officiellement fournisseur du musée anthropologique et ethnographique de Petrograd et membre-correspondant de l'Académie des sciences de Russie) et seule une petite partie est visible au musée Náprstkovo à Prague. La plupart de ses publications scientifiques relatives aux Amérindiens sont publiées à l'étranger (dans les pays de langue allemande, en Angleterre, en Russie et dans les pays d'Amérique du Sud).

## L'écrivain
Alberto Vojtěch Frič écrit des livres spécialisés et des livres pour la jeunesse. Ces derniers l'ont rendu immensément populaire en Tchécoslovaquie et ont été maintes fois republiés. Les illustrations de Zdeněk Burian n'y sont pas pour rien, qui rendent tangibles et belles les aventures décrites par Frič dans un monde américain encore plein de mystères.

## La peste brune et le tétanos
L'Occupation de la Tchécoslovaquie par les troupes de la Wehrmacht le trouve à Prague. Pour protester, il décide de ne plus quitter son appartement. Il aurait nommé (ou voulu nommer) un cactus en l'honneur d'Hitler. À son visiteur qui voyait là une excellente idée, il explique froidement que c'est en raison du caractère fragile de ce cactus qui de toute façon va bientôt mourir. Il lui montre ensuite un splendide cactus plein de vie qu'il nomme en l'honneur d'Einstein Mediolobivia einsteinii.
Il aurait caché des armes dans ses serres à cette époque.
En novembre 1944, il s'écorche aux grilles de son clapier et s'inocule le tétanos. Il en meurt quelques semaines plus tard à l'âge de 62 ans. Sa tombe se trouve dans le cimetière du crématorium de Prague-Motol.

### Livres pour la jeunesse
- Alberto Vojtěch Frič, Mezi indiány (Parmi les Indiens), Alois Koníček, Prague, 1918
- Alberto Vojtěch Frič, Cihly (Les Briques - recueil de nouvelles), Tiskařská a vydavatelská společnost, Přerov, 1918
- Alberto Vojtěch Frič, Zákon pralesa (La Loi de la jungle), 1921
- Alberto Vojtěch Frič, Strýček indián (Le Petit Oncle indien), Titanic, Prague, 1935  (ISBN 80-901274-8-7)
- Alberto Vojtěch Frič, Hadí ostrov (L'Île aux serpents), Titanic, Prague, 6e éd. : 1995  (ISBN 80-85909-05-7)
- Alberto Vojtěch Frič, Dlouhý lovec (Le long chasseur), Titanic, Prague, 7e éd. : 1995  (ISBN 80-90168-77-9) (OCLC 84926743)

### À lire
- K. Crkal, Lovec kaktusů (Le Chasseur de cactus), Academia, Prague, 1983
- Lucie Lomová, Les Sauvages, une bande dessinée parue en 2011 chez Actes Sud - l'an 2 racontant l'aventure européenne de l'Indien Tcherwuish.  L'album de 152 pages compte une intéressante postface (avec photos) de cinq pages.